# 72時間ホンネテレビ
『72時間ホンネテレビ』（72じかんホンネテレビ）は、AbemaTVのAbemaSPECIALチャンネルで生配信された番組である。配信日時は、2017年11月2日（木曜日）21時00分 - 2017年11月5日（日曜日）21時00分（日本標準時。この記事では時刻の表記に日本標準時を用いる）。番組サイトや報道での正式タイトルは「稲垣・草彅・香取 3人でインターネットはじめます『72時間ホンネテレビ』」。

## 概要
新たなスタートをきった元SMAPメンバーの香取慎吾、草彅剛、稲垣吾郎の3人が、72時間ぶっ通し生配信に挑み、丸々3日間、視聴者の声に本音で応えていく長時間特番である。番組名の命名、企画立案はAbemaTV代表である藤田晋が行った。
生配信を行う3日間「Twitter」でのトレンド世界1位の獲得し、日本全国の話題を『72時間ホンネテレビ』で独占することを目指しており、豪華なゲストを迎えた様々な企画ラインナップを予告していた。「インスタグラマー香取」「ブロガー稲垣」「ユーチューバー草彅」として、番組開始と同時にSNSを通した活動をスタートした。番組では、人気YouTuberによる「YouTubeの授業」や、きゃりーぱみゅぱみゅと武井壮による「Twitterの授業」、山田孝之による「Instagramの授業」、市川海老蔵と料理対決する「ブログの授業」などが実施された。
番組公式YouTubeでは、それぞれ視聴者と電話しながら『72時間ホンネテレビ』について説明する「アベマ電話相談室」の模様を公開。3人揃って初めて番組についてコメントする動画も配信された。
通し企画としてはツイッターでAbemaTVのアプリでの本番組で印象に残った場面をスマホのスクリーンショット機能で撮影し投稿する「72時間スクショ選手権」を実施。燃やしてもらいたいもの、お別れしたいものをHARAJUKU Abema Studioで募集する「草彅の爆破大実験」を行っていた。企画構成は権八成裕。
2018年5月、この番組は、NPO放送批評懇談会が主催する「第55回ギャラクシー賞」におけるテレビ部門フロンティア賞を受賞した。

## 出演

### 司会
- 香取慎吾
- 草彅剛
- 稲垣吾郎

### スタジオアナウンサー
3人の移動中などに「応援スタジオ」から途中経過やダイジェストを配信。スタジオ壁面にはトレンド入りした言葉を毛筆書きしたものが張り出されていく。3人とも、2018年4月入社のAbemaTV初代専属アナウンサーである。
- 瀧山あかね
- 西澤由夏
- 藤田かんな

### ナレーション
- 小林克也[注 1]

### ビデオ出演
- 矢沢永吉
- ゆず
- GLAY
- オースティン・マホーン
- ぺこ＆りゅうちぇる
- チャン・グンソク
- Beck
- 白鵬
- 笑福亭鶴瓶

## テーマソング
- メインテーマソング：香取慎吾、草彅剛、稲垣吾郎「72」（作詞・作曲・編曲：小西康陽）[9]
- オリジナル挿入歌：「新しい別の窓」（作詞・作曲：草彅剛）[10]

## 企画・コーナー

### オープニング
番組のテーマソング「72」を歌うシーンからスタート。続いて3人の映像が映るや否や、別々の狭い箱に入れられ、移動するシーンになる。生配信が始まっているのかどうかも分からないまま、激しい揺れに耐えながら3人は運ばれる。その後、箱を出た3人を待ち受けていたのは矢沢永吉からのビデオレターであった。「72時間番組を成功させて、次のステップを皆に見せてください」と力強いエールが送られた。
その後、香取がスマートフォンを取り出すと、それぞれのSNSで使うために写真を自撮りしたり、Twitterへの投稿が行われた。

### オープニングパーティー
長野県軽井沢にあるサイバーエージェント代表取締役・藤田晋の別荘から生配信を開始した。麻雀室では藤田晋社長が3人に「中居さんは麻雀するんですよね」と話しかける場面もあった。
豪華な料理が並ぶ部屋で始まった「72時間オープニングパーティー」では、ゲストとして伊達公子、橋下徹が登場。さらに、カンニング竹山、メイプル超合金、織田信成、岡本夏美、池田美優、柳ゆり菜、矢口真里が訪れ、同番組の企画でSNSを始めた3人に「炎上」経験などを語り、SNSの心得を伝授した。その他、視聴者への豪華賞品の山分け企画、3人による視聴者からの質問回答コーナーなどが行われた。23時台では爆笑問題がゲストに登場した。
なお、稲垣は、自身が出演している『ゴロウ・デラックス』に出演している関係上、午前0時58分から午前1時28分の間、一時的に退席している。

### 草彅のYouTuberデビュー
2017年11月2日に草彅は、自身のYouTubeチャンネルにてYouTuberとしてデビューした。日本3大YouTuberであるHIKAKIN、はじめしゃちょー、フィッシャーズに弟子入りし、一躍話題となる動画の極意を習得。YouTubeデビュー作として「ハイテンション選手権」を実施。冷静な状態からはしゃいだ状態に一気に切り替える「ハイテンション芸」を披露した。その後、草彅のYouTubeチャンネルにて、番組の様子を含む様々な動画を公開している。

### バズるTwitter講座
2017年11月3日午前9時からは、きゃりーぱみゅぱみゅ、武井壮と大久保佳代子、柴犬まるが登場。稲垣と草彅の母校である、堀越高等学校で「バズるTwitter講座」と題し、3人にTwitterのコツを伝授した。
講座内では、Twitterで話題の「○○を踊ってみた」を実践することに。その後、きゃりーが退席し、武井、大久保と共に挑戦したのは、草彅がCM出演しているアサヒグループ食品「1本満足バー」のダンスを実施。母校の後輩となる現役の生徒も参加し、草彅の振付けで「満々満足！」と広告を再現した。その後、香取バージョン、稲垣バージョンも撮影。それぞれをTwitterに投稿すると、草彅バージョンは5分で「いいね」が2万超。香取が投稿した稲垣バージョンも1万9,000を超え、短時間で一気に数字を伸ばした。この時、ハッシュタグ「#全力1本満足バー」もすぐにトレンド入りした。

### YouTubeの授業
2017年11月3日午前11時からは脚本家の三谷幸喜が特別講師として登場。YouTubeに投稿するミニドラマの構想を、3人と練ることになった。
それぞれ舞台やドラマや映画などで協業したことがあり、三谷とは気心は知れていることから、現場は穏やかな雰囲気であった。三谷は「新しい門出に、何かプレゼントしたいと思って。僕もクリエイターの端くれとして、作品を作ってプレゼントしたい」と話し、「香取のバースデーを祝福する様子を、草彅のスマートフォンで隠し撮りする」という設定の作品「サプライズ」を、約2時間で何もない状態から完成させた。完成した作品は、草彅のYouTubeのチャンネルで公開されている。

### サプライズ登場
2017年11月3日午後2時前に、3人を乗せたバスは東京都新宿区へ移動した。3人はこの後の共演者が、誰か知らないままバスを降りると山﨑賢人が登場。山崎から人気アプリ「SNOW」で撮影することを提案し、使い方を教わった。まずは香取と山崎が2人で撮影。その後、4人で撮影を行った。続いて、香取と山崎が「インスタ映えする場所で自撮りしよう」と、新宿区歌舞伎町に繰り出し、TOHOシネマズのゴジラをバックに自撮り撮影。いきなり歌舞伎町に現れたとあって、周囲の通行人の驚く声なども配信では流れていた。その様子は、早速Twitterに投稿され、さらに現場の様子を見たと思われる反応、投稿などが続々SNSに投稿されていった。

### Instagramの授業
2017年11月3日午後3時頃から山田孝之が登場。この日、秋田県で自身がプロデュースする映画の撮影が開始され、スケジュールの都合から航空会社が運行する便では配信時間に間に合わなかったため、プライベートジェット機を借り切って東京都に戻った。山田は「普通の便じゃ間に合わなかったので用意していただいた。初めてだった」と搭乗前に撮影した機内での写真を見せた。その後、4人は東京都渋谷区原宿周辺の「インスタ映え」するという撮影地点を巡った。原宿の街角から配信を行っていたため、彼らはファンらに囲まれ、4人が移動する際は混乱状態になった。大混乱の中、若い女性に人気だというドリンク店や、サンドイッチ店、将棋会館、鳩森八幡神社などで撮影し、Instagramに写真を次々に投稿した。

### 新木場1stRINGでプロレスデビュー
2017年11月3日午後5時ごろ。男色ディーノの案内で新木場1stRINGへ移動した。ガンバレ☆プロレスの試合に乱入し、草彅がプロレスラーとしてデビュー戦を行った。対戦相手は大家健と今成夢人であった。試合後にはオダギリジョーと阪本順治が合流しねぎらった。

### キャラ弁講座
2017年11月3日午後7時ごろ。3人は市川海老蔵とキャイ〜ンを講師とするブログ講座を受講した。クックパッド社へ移動すると、市川海老蔵の実子を審査員にキャラ弁を制作した。審査員としてMOMO、辻希美が出演した。

### 堺正章とホンネトーク
六本木の焼肉店「炭火焼肉An」でオーナーの堺正章と72分間ノーカット生配信を行った。2016年大晦日に同店で行われた食事会のエピソードや真相、かつて堺が所属していた「ザ・スパイダース」が解散したときの心境など、様々なトークを繰り広げた。

### 深夜のガチバトル
対談を終えた3人がスタジオに入ると、そこには亀田三兄弟が待っていた。3人は三兄弟とカラオケ・エアーホッケー・パンチングマシンの3種目で対決を行うがいずれも亀田三兄弟の勝利に終わった。後半は三兄弟側に神風永遠率いる歌舞伎町で働くホストたちが加わり、3人はホストたちとの腕相撲対決・ピコピコハンマー対決し、さらに三兄弟とのお好み焼き引っくり返し対決を行った。

### 早朝男だらけのインスタ映えばえ大運動会
2017年11月4日早朝開始。飯尾和樹とはるな愛がMCを務め、司会者別3チームによる運動会。3人が到着するまではチームリーダー不在の中で行われた。
| チーム名   | 成員 |
| ---------- | --- |
| 草彅チーム | ボビー・オロゴン、永野、ギャオス内藤、薬師寺保栄、花香よしあき、亀田興毅、ジャイアントジャイアン、スパローズ |
| 香取チーム | 森脇健児、野村将希、野村祐希、武尊、テル、あかつ、オラキオ、シューマッハ、インディペンデンスデイ             |
| 稲垣チーム | 所英男、立石諒、屋舗要、猫ひろし、お侍ちゃん、ドドん、瀧上伸一郎、イワイガワ                                 |

この時間帯には、公式カメラマンとして渡部陽一、応援としてさくらしめじ。大会委員長として山村紅葉が出演した。稲垣チームが最下位だったため、所英男が稲垣へ「吊り天井固め」を掛け、その姿はインスタグラムに掲載された。

### マクドナルドでドッキリ動画撮影 もしも草彅がバイトしていたら
次には草彅はマクドナルドでアルバイトの体験することになった。いざ店内に入ると、大興奮の店員に迎えられた3人は、まず商品を注文して食べることから始めた。「家の中にもマックのグッズがたくさんある」というマック通の香取は、草彅が制服を受け取る際「ちょっとうらやましい」と羨望の眼差しを向けた。そして、制服に着替えた草彅は、偶然来店して興奮気味のお客さんとの記念撮影に応じてから、YouTuberらしく動画を撮影しながらアルバイトを実施。手洗い終えると、すぐさまレジ業務に着き、YouTuber草彅らしい、ハイテンションぶりを発揮しながら接客を行った。

### 森且行との再会
2017年11月4日午後0時ころ、元SMAPのメンバーであった、オートレーサーの森且行に会うべく、3人は日本選手権オートレースが行われている浜松オートレース場へと向かった。そこには、興行のために浜松に偶然いた狩野英孝と居合わせた。午後1時頃、「#森くん」のハッシュタグがツイッターでの世界のトレンドで第1位となり、本番組の目標であった「Twitterのトレンド世界一」を達成した。午後2時20分、第9レースで3人は森の単勝に1万円を賭けるが、結果は8着で外してしまう。通常公営競技の選手はレース期間中の外部接触は禁止されているが、特別に許可を得て選手専用エリアへの3人の立ち入りが実現。21年ぶりに森且行と共演を果たした。森がSMAP脱退を決意した瞬間や、メンバーに報告した際の様子など、赤裸々なトークが繰り広げられた。

### 東京都のスタジオ「Chateau Ameba」へ移動、お宅訪問企画断念
2017年11月4日午後9時頃から3人は生中継を再開した。静岡県浜松市からバス移動中に、3人は関根勤、お笑いコンビ「ずん」らによる浅井企画軍団とトークを繰り広げた。
そして午後10時過ぎ、3人は東京都にあるAbemaTVの自社スタジオ「Chateau Ameba」に到着。番組スタッフが、この日は芸能人の自宅に3人が宿泊する企画を用意したが、家に泊めてくれる芸能人を見つけることが出来なかったことを明らかにした。「あれだけあおっておいて…」と絶句する香取を横に、番組スタッフは「このスタジオを自由に使って何かしてください」と注文を丸投げした。3人はスタジオの片隅にあった仮眠用の布団を敷くも、「すみません」を連発し要領を得ない番組スタッフに抵抗して寝ない構えも見せた。その後、関根らの再登場や稲垣の偽者（ジゴロー）の乱入などがあり、最後は関根の「眠いのね?じゃあ、もう寝ろ!」との号令により、3人は翌日早朝での番組再開に備え、しばしの睡眠をとった。

### 爆発的SNS投稿に挑戦
2017年11月4日深夜から最終日となる5日未明は森且行との再共演をノーカットで再配信。スタジオからはアナウンサーが進行し、仮眠明けの香取、稲垣に加えキャイ〜ン、綾小路きみまろ、あかつが合流。最終日となる5日は「世界をバズらせる」ことをテーマにすることを発表した。
草彅は「世界をバズらせる映像」を撮影するために理科の実験を芸とするチャーリー西村と3300リットルのコーラの中に30800粒のメントスを落とす実験中継を行ったが失敗。このほか事前募集した「忘れたい思い出の爆破企画」などを行った。
稲垣は本日中に結婚式を挙げることを発表し、午前10時から東京都港区南青山で女性たちに声を掛けて嫁探しを行った（なおこの嫁探しが一部の視聴者から「実は仕込みでは」と疑われたため、後日の7.2時間スペシャルでは舞台裏を含めた無編集の映像をそのまま配信している）。香取は当時来日していたドナルド・トランプならぬ「カトルド・トランプ」となり、街歩きすることを発表。身辺警護役の谷原章介と共に、東京都台東区浅草を練り歩いた。合間に乗る番組製作用のバスでは佐藤浩市をゲストとして招き、3日出演の三谷、4日出演の阪本順治からたびたび話に出ていた確執の真相を話した。

### もしもの結婚式
ナンパ中に合意の取れた一般女性「カナさん」と稲垣が、14時から「もしもの結婚式」を挙げた。披露宴参列者には多数の芸能人と「カナさん」側の親族が集まった。駆け付けたリリー・フランキーは香取、草彅とトークをし、冗談交じりに勢いで本当に結婚することを勧めた。ゆるキャラのふなっしーも駆け付けて盛大に盛り上げた。

### 72曲ホンネライブ
2017年11月5日午後6時ごろより、72時間にちなみ、3人自らが選曲した72曲連続メドレーライブを行う。「僕ら曲が無いんで、アーティストの皆さんの曲をお借りして。心を込めて歌いたい」とSMAP時代の曲が歌えないことを示唆し、過去から現在までのヒット曲などを歌唱した、最後は番組テーマソング「72」でフィナーレを迎えた。
なお午後7時から午後8時までは香取、草彅のレギュラー出演ラジオ番組bayfm「ShinTsuyo POWER SPLASH」があったが、この日は本番組の音声を流しながら香取・草彅による事前コメントと有村昆による実況を挟む形で同時放送を行った。
エンドロール（番組の締めの字幕）では3日間に出演した132組からのメッセージ、番組終了までに寄せられた視聴者からの応援ツイートを流し、最後は森且行からの応援コメントが流された。

## 72
『72時間ホンネテレビ』のテーマソングであり、稲垣・草彅・香取の3人による初めてのオリジナル曲。作詞・作曲は小西康陽。NONA REEVESの西寺郷太がコーラス・仮歌で参加。番組の最後のコーナー「72曲ホンネライブ」の最後72曲目にてフル歌唱された。2017年12月24日にiTunes・レコチョク・Amazon Music・Google Play Musicにて配信。同日YouTubeチャンネルでは3人がそれぞれのサイトでの購入方法を説明する動画が公開された。

## 補足
- 11月19日17時00分から20日0時12分までの間には、本編のダイジェストに加え舞台裏部分などの未公開映像も加えた『未公開シーン&トレンド入りの瞬間7.2時間で全部みせますSP』も別途配信された[52]。
- 12月29日配信の『AbemaTVアワード2017』において、当番組がゴールデンプログラム賞を受賞した。なお、「本人たちは忙しい」ことを理由にトロフィーを受け取ったのは3人のそっくりさんだった。
- 2018年1月1日1時15分から4日1時15分までの間、一回限りのノーカット再配信が行われた。
- 2018年、CULENよりDVDソフトとして発売。ディスク4枚組で、合計収録時間は432分(7.2時間)[53]。完全受注生産で2月末まで受け付け、4月下旬から発送された。

## 派生番組
- 27Hunホンノちょっとテレビ（2018年1月1日）
  - タイトル通り27分の番組。

- 72Hunもうちょっとテレビ 〜香取慎吾バースデー特番〜（2018年1月30日 - 31日）
  - 同じく日をまたいだ72分の番組。草彅はほかの仕事のため電話出演のみ。

- 7.2 新しい別の窓
  - 2018年4月に開始した月1回レギュラー放送の7，2時間番組。タイトルの由来は当番組中に歌った草彅のオリジナルソングから。